# Інтегральне рівняння Абеля
Інтегральне рівняння Абеля — інтегральне рівняння вигляду
{\displaystyle \int _{0}^{x}\phi (s)(x-s)^{-{\frac {1}{2}}}\,ds=f(x)}
де {\displaystyle \ f(x)} — відома функція, {\displaystyle \ \phi (x)} — функція, яку потрібно знайти. Отримане і розв'язане Н. Абелем в 1823 при розгляді руху матеріальної точки у вертикальні площині під дією сили тяжіння, по деякій криві поверхні. Рівняння Абеля часто виникає при розв'язку обернених задач, наприклад з визначення потенціальної енергії за періодом коливань, чи при відновленні поля розсіяння за ефективним перерізом в класичній механіці. Це рівняння належить до класу рівнянь Вольтерра першого роду. Розглядають також узагальнене інтегральне рівняння Абеля
{\displaystyle \int _{a}^{x}\phi (s)(x-s)^{-\alpha }\,ds=f(x)},
де {\displaystyle 0<\alpha <1,0<a}. Якщо {\displaystyle f(x)} неперервно диференційовна функція, то рівняння має єдиний неперервний розв'язок
{\displaystyle \phi (x)={\frac {\sin {\pi \alpha }}{\pi }}{\frac {d}{dx}}\int _{a}^{x}{\frac {f(t)dt}{(x-t)^{1-\alpha }}}}
В класі узагальнених функцій розв'язок існує при будь-яких {\displaystyle \alpha }